# RR-Lyrae-Stern
RR-Lyrae-Sterne sind pulsationsveränderliche Sterne mit einem regelmäßigen Lichtwechsel und einer Periode von 0,2 bis 1,2 Tagen. Die Helligkeitsamplituden betragen bis zu 2 Magnituden und der Spektraltyp A bis F. 
Es sind relativ alte Riesensterne mit ca. halber Sonnenmasse und dem etwa 5-fachen Sonnendurchmesser. Sie werden aufgrund ihres häufigen Vorkommens in Kugelsternhaufen auch Haufenveränderliche genannt.

## Geschichte
Entdeckt wurden die RR-Lyrae-Sterne 1895 von Solon Irving Bailey bei der Analyse mehrerer Aufnahmen von Kugelsternhaufen der Boyden-Station des Harvard College Observatory in Arequipa, Peru.
Die gefundenen Veränderlichen wiesen in ihren Lichtkurven starke Ähnlichkeit mit den Cepheiden auf, allerdings waren ihre Perioden im Vergleich mit den Cepheiden mit zwischen 80 Minuten und 20 Stunden viel kürzer. Der erste im galaktischen Feld gefundene Veränderliche dieses Typs war wohl U Leporis, aber erst der Prototyp RR Lyrae im Sternbild Lyra wurde von Pickering als nicht unterscheidbar von den Haufenveränderlichen bezeichnet.

## Untergruppen
RR-Lyrae-Sterne werden anhand ihrer Lichtkurve in drei Untergruppen eingeteilt:
- RRab: Diese Untergruppe stellt mit einem steilen Anstieg und einer großen Amplitude die Mehrheit der entdeckten RR-Lyrae-Sterne. Aufgrund der größeren Entdeckungswahrscheinlichkeit ist die scheinbar große Häufigkeit ein Selektionseffekt. Die Sterne pulsieren in der Grundschwingung mit einer Periode zwischen 0,3 und 0,9 Tagen. Sie werden auch als RR0-Sterne bezeichnet.
- RRc: Der Lichtwechsel ist sinusförmig und die Amplitude übersteigt nicht 0,6 Magnituden. Diese Sterne pulsieren meist in der ersten Oberschwingung mit einer Periode von 0,2 bis 0,5 Tagen. Eine alternative Bezeichnung ist RR1. Eine sehr kleine Gruppe von RRc-Sternen pulsiert wohl ausschließlich in der zweiten Oberschwingung und wird als RR2-Sterne bezeichnet.
- RRd: Bei dieser Untergruppe pulsiert der Veränderliche mit zwei oder mehr Perioden vergleichbarer Amplitude. Bei einer Schwingung mit der Grundfrequenz und der ersten Oberschwingung würde man diese Sterne als RR01 bezeichnen.[2] Der Anteil der RRd-Sterne in einem Sternsystem oder einer Population liegt bei einigen Prozent, wobei der Wert zwischen 0,5 und 30 % schwanken kann. Das Verhältnis von P0 zu P1 liegt zwischen 0,742 und 0,748, wobei die Werte von der Metallizität abhängen. Bei RR-Lyrae-Sternen, die in der Grundschwingung und der zweiten Oberschwingung pulsieren, liegt das Periodenverhältnis zwischen 0,585 und 0,595.[3]

### Vorkommen in Sternkatalogen
Der General Catalogue of Variable Stars listet aktuell etwa 8500 Sterne mit dem Kürzel RR, womit beinahe 20 % aller Sterne in diesem Katalog zur Klasse der RR-Lyrae-Sterne gezählt werden.

## Einordnung

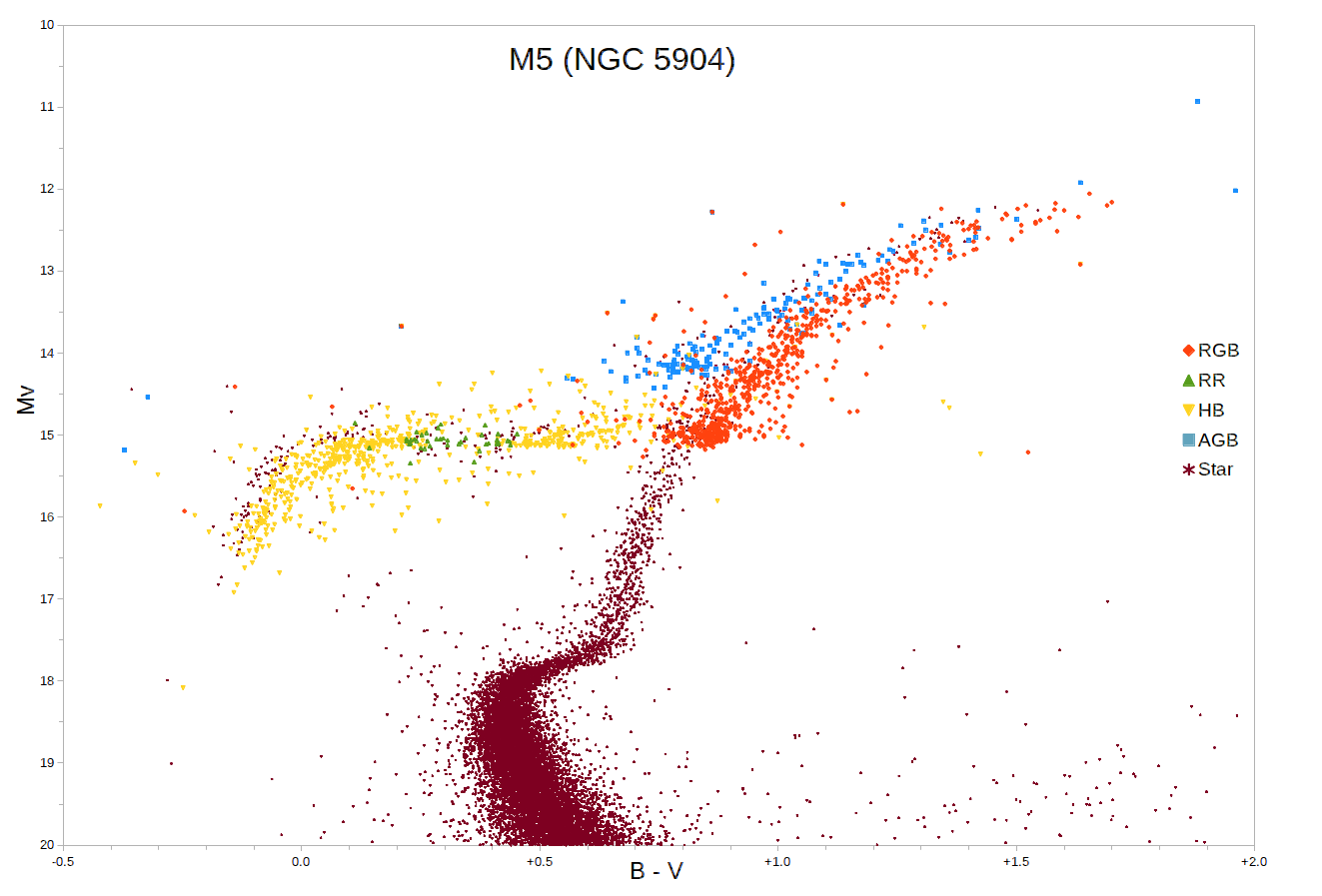
HR-Diagramm des Kugelsternhaufens M5. Die Position der RR-Lyrae-Sterne auf dem Horizontalast ist grün markiert.

RR-Lyrae-Sterne haben etwa eine halbe Sonnenmasse, einen ungefähr fünffachen Sonnendurchmesser und die Riesensterne verändern ihre Oberflächentemperatur im Laufe der Periode zwischen 6000 und 7500 °C. Die Ursache der Veränderlichkeit ist der Kappa-Mechanismus wie bei den Cepheiden. Es handelt sich um entwickelte Sterne auf dem Horizontalast im Hertzsprung-Russell-Diagramm. Dabei wandern sie vom Roten-Riesen-Ast kommend nach links und wieder zurück, wobei sie den Instabilitätsstreifen kreuzen. RR-Lyrae-Sterne werden in Kugelsternhaufen, dem galaktischen Halo, dem Bulge der Milchstraße sowie seit Neuestem in extragalaktischen Systemen gefunden. Der Anteil an schweren Elementen in ihrer Atmosphäre ist gering und beträgt zwischen 0,00001 und 0,01 des Anteils der Sonne.

## Periodenänderung
Da die RR-Lyrae-Sterne einen streng periodischen Lichtwechsel zeigen, sollten kleine Änderungen durch Aufsummierung im Laufe der Zeit zu einer Verschiebung des Zeitpunkts der maximalen Helligkeit führen. Damit ist es möglich, die Richtung und Geschwindigkeit beim Durchlaufen des Instabilitätsstreifens zu messen, wobei der aus den Modellrechnungen erwartete Wert der Periodenänderung bei 0,01 Tagen pro Million Jahren liegen sollte. Die Beobachtungen zeigen dagegen ein schwer zu interpretierendes Ergebnis. Während die mittlere Periodenänderung den Erwartungen entspricht, zeigen nur 40 % aller RRab-Sterne über den Zeitraum eines Jahrhunderts eine gleichmäßige Periodenänderung. 15 % könnten als abrupte Änderungen, überlagert mit einer regelmäßigen Periodenänderung interpretiert werden, während die anderen Sterne nur unregelmäßige und abrupte Periodenänderungen zeigen. Die meisten Sterne mit unregelmäßigen Periodenänderungen zeigen auch einen Blazhko-Effekt.

## Blazhko-Effekt
Dem regelmäßigen Lichtwechsel kann eine langfristige Modulation der Lichtkurve zwischen 10 und 500 Tagen überlagert sein, wobei die Amplitude der Grundschwingung um bis zu 50 Prozent variieren kann. Neben der Amplitude wird auch die Phase der Helligkeitsänderungen moduliert. Ungefähr 40 bis 50 Prozent aller RR-Lyrae-Sterne vom Typ RRab und RRc zeigen dieses als Blazhko-Effekt bezeichnete Verhalten, benannt nach Sergei Nikolajewitsch Blaschko. Es sind mehrere Hypothesen entwickelt worden, um den Blazhko-Effekt zu erklären:
- Eine überlagerte (nicht-radiale) Pulsation höherer Ordnung
- Modifikation der Pulsation durch ein stellares Magnetfeld und Rotation
- Eine 9:2-Resonanz zwischen der Grundfrequenz und der 9. Oberschwingung
- Eine veränderliche turbulente Konvektion, verursacht durch eine quasi-periodische Änderung des stellaren Magnetfeldes
- Eine nichtlineare Wechselwirkung zwischen der Grundschwingung und der ersten Oberschwingung.[9] Diese Hypothesen werden durch neue Beobachtungen der COROT- und Kepler-Satellitenmissionen nicht unterstützt, da starke Änderungen der Blazhko-Periode bereits von Zyklus zu Zyklus beobachtet wurden.[10][11] Neben den RR-Lyrae-Sternen ist der Blazhko-Effekt auch bei den Cepheiden sowie den Delta-Scuti-Sternen nachgewiesen worden. Ob langperiodische Modulationen in den Lichtkurven von sdB-Sternen und Weißen Zwergen ebenfalls auf dem Blazhko-Effekt beruhen, ist Gegenstand aktueller wissenschaftlicher Diskussionen.[12]

## Der Fall V445 Lyrae: Komplexes Verhalten
Aktuelle Beobachtungen weisen darauf hin, dass diese Sternklasse ein erheblich komplexeres, womöglich chaotisches Verhalten zeigen kann und die bisherige Annahme, RR-Lyrae-Sterne als mit einer Periode radial pulsierende Veränderliche zu betrachten, lediglich eine Vereinfachung ist, um die Grundeigenschaften zu verstehen.
Der für die Exoplanetensuche eingesetzte Satellit Kepler beobachtete Sternfelder intensiv mit hoher Frequenz photometrisch, was auch Langzeitbeobachtungen von veränderlichen Sternen mit einschließt.
Der RR-Lyrae-Stern V445 Lyrae zeigte dabei folgende Eigenschaften, die bereits zuvor am RR-Lyrae-Stern CoRoT 105288363 beobachtet wurden:
- Radiale Pulsationen nicht nur in der Grundschwingung, sondern mit geringen Amplituden auch in der ersten und zweiten Oberschwingung.
- Mindestens eine nichtradiale Pulsation.
- Weitere wahrscheinlich nichtradiale Schwingungen im Frequenzband zwischen der Grund- und ersten Oberschwingung
- Die Blazhko-Modulation ist periodisch veränderlich mit wenigstens zwei Zyklenlängen.
- Die radialen Schwingungen zeigen Anzeichen für eine Periodenverdopplung, dies bedeutet den Übergang von einer stabilen Schwingung in einen chaotischen Zustand.

## RR-Lyrae-Sterne als Sonden
Die Pulsationsmassen von RR-Lyrae-Sternen liegen bei 0,7 Sonnenmassen und damit sind diese entwickelten massenarmen Sterne mindestens 10 Milliarden Jahre alt. Deshalb können RR-Lyrae-Sterne nur in Sternpopulationen des Typs II auftreten und sind ein leicht zu bestimmender Indikator für die Entwicklungsgeschichte eines Sternsystems. Daneben kann mit Hilfe dieser Veränderlichen Sterne sowohl die Metallhäufigkeit als auch die Entfernung innerhalb der lokalen Gruppe abgeleitet werden.
Die absolute Helligkeit beträgt zwischen +0M.5 und +1M. Sie ist abhängig von der Periode, der Masse und der mittleren Oberflächentemperatur. Diese Faktoren werden zu einer Perioden-Leuchtkraft-Beziehung zusammengefasst. Aufgrund dieser Beziehung kann mit RR-Lyrae-Sternen aufgrund der Abhängigkeit von der Oberflächentemperatur auch die Extinktion innerhalb eines Sternsystems untersucht werden, da diese zu einer Rötung des Sternlichts führt.
Die große Häufigkeit und Helligkeit der RR-Lyrae-Sterne erlaubt es, Strukturen im Halo der Milchstraße und bei anderen Galaxien der lokalen Gruppe zu analysieren. Im Halo der Milchstraße sind mit Hilfe der pulsierenden Veränderlichen zahlreiche Sternströme entdeckt worden, wobei es sich um die Überreste der von der Milchstraße kannibalisierten Zwerggalaxien handeln dürfte.
Die Metallizität, der Anteil der Atmosphäre mit Elementen schwerer als Helium, kann aus der Lichtkurve von RRab-Sternen abgeleitet werden. Dabei besteht sowohl ein Zusammenhang zwischen der Amplitude und der Sandage-Metallizität als auch mit einem aus einer Fourier-Transformation abgeleiteten Parameter, der Metallizität nach Jurcsik und Kovacs, zwischen der Periode und dem Metallgehalt. Es ist daher anhand der Lichtkurve möglich, sowohl die Entfernung als auch den Gehalt schwerer Elemente zu bestimmen und mit geringem Aufwand die historische Entwicklung des untersuchten Sternsystems zu analysieren.
Die Lichtkurven der RR-Lyrae-Sterne werden auch von einer seltenen Gruppe von Sternen imitiert, die nicht im Stadium des Kern-Heliumbrennens sind. RR-Lyrae-Sterne sind entwickelte Sterne mit niedriger Masse von weniger als einer Sonnenmasse, die bereits durch das Stadium des Roten Riesen gegangen sind und nach dem Zünden des Heliumbrennens in ihrem Kern auf den Horizontalast des Hertzsprung-Russell-Diagramms gewandert sind. OGLE-BLG-RRLYR-02792 zeigt die Lichtkurve eines RR-Lyrae-Sterns sowohl der Form als auch der Amplitude nach. Da es sich gleichzeitig um einen Bedeckungsveränderlichen handelt, konnte mit Hilfe von Radialgeschwindigkeitsmessungen die Masse zu nur 0,26 Sonnenmassen berechnet werden statt der circa 0,7 Sonnenmassen bei RR-Lyrae-Sternen. Auch ist dieser Pulsationsveränderliche zwei Magnituden lichtschwächer als RR-Lyrae-Sterne. Wahrscheinlich entwickeln sich diese ungewöhnlichen RRLyr bei zweifachem Massentausch in einigen Doppelsternsystemen. Die Bestimmung der Entfernung zu einem RR-Lyrae-Stern ist daher potentiell ungenau, da es sich um einen ungewöhnlichen RRLyr handeln könnte, der erheblich lichtschwächer ist.

## Prestonscher Spektralindex
Die Untersuchung der Spektren von RR-Lyrae-Sternen ergab eine geringere Metallhäufigkeit, die Häufigkeit von Elementen schwerer als Lithium, als in der Sonnenatmosphäre. Diese Unterhäufigkeit wird quantifiziert mit dem Prestonschen Spektralindex ΔS. Er ist definiert als das Zehnfache der Differenz zwischen dem Spektraltyp abgeleitet von den Wasserstofflinien und dem Spektraltyp abgeleitet von den Kalziumlinien. RR-Lyrae-Sterne mit ΔS < 3 befinden sich in der Milchstraßenebene und haben Perioden kleiner als 0,4 Tage. Dagegen sind die metallarmen RR-Lyrae-Veränderlichen mit ΔS > 5 Sterne des galaktischen Halos und ihre Perioden sind im Allgemeinen größer als 0,4 Tage. Bei der Anwendung der Perioden-Leuchtkraft-Beziehung mit RR-Lyrae-Sternen muss daher stets die Metallhäufigkeit berücksichtigt werden.

## Oosterhoffsche Dichotomie
1939 entdeckte der niederländische Astronom P. Oosterhoff bei der Bearbeitung von RR-Lyrae-Sternen in Kugelsternhaufen der Milchstraße, dass es keine kontinuierliche Verteilung der Perioden gibt. Entweder beträgt die mittlere Periode von RRab-Sternen 0,55 Tage oder aber 0,65 Tage. Auch bei RRc-Sternen liegt eine entsprechende Zweiteilung vor, die heute als Oosterhoff-Gruppen I und II bezeichnet werden. Die Dichotomie ist insofern überraschend, als es keinen Parameter für Kugelsternhaufen gibt, der in zwei unterscheidbaren Ausprägungen auftritt wie Alter oder chemische Zusammensetzung. Bei den Zwerggalaxien der Milchstraße wurde im Gegensatz zu den Kugelsternhaufen eine kontinuierliche Verteilung der mittleren Periodenlänge von RR-Lyrae-Sternen beobachtet.
Die meistens verwendete Erklärung für die Oosterhoffsche Dichotomie nimmt einen Hystereseeffekt bei der Entwicklung der RR-Lyrae-Sterne auf dem Horizontalast an. Die Hysterese behindert einen Wechsel der Pulsation zwischen der Grundschwingung (RRab) und der Oberschwingung (RRc). Bei der metallärmeren Gruppe II beginnt die RR-Lyrae-Phase bei höheren Temperaturen und die Entwicklung führt im Hertzsprung-Russell-Diagramm nach rechts. Dagegen entwickeln sich die Gruppe-I-Sterne von niedrigen Temperaturen nach links und wechseln später von der RRab- in die RRc-Phase.
In Zwerggalaxien der lokalen Gruppe und deren Kugelsternhaufen tritt die Oosterhoffsche Dichotomie nicht auf. Die Verteilung der Perioden der RR-Lyrae-Sterne in diesen Sternsystemen ist kontinuierlich. Die manchmal auch „Oosterhoffsche Zwischenobjekte“ genannten veränderlichen Sterne stellen bei einigen Kugelsternhaufen außerhalb der Milchstraße den größten Anteil aller RR-Lyrae-Sterne. Dies ist nicht vereinbar mit der Annahme, dass die Milchstraße in der Vergangenheit Zwerggalaxien eingefangen hat und deren Kugelsternhaufen nun Bestandteil der Milchstraße sind.

## Beispiele
- RRab mit Blazhko-Effekt: RR Lyrae
- RRab: U Leporis
- RRc: SX Ursae Majoris
- RRd bzw. RR(B): AQ Leonis